# 가토군 (홋카이도)

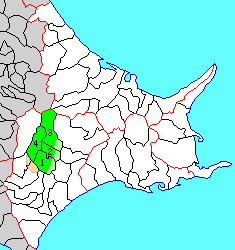
가토 군의 위치

가토군(일본어: 河東郡)은 일본 홋카이도 도카치 종합진흥국(구 도카치 지청)의 군이다.
인구 57,934명, 면적 1,822.32km², 인구밀도 31.8명/km².(2025년 2월 28일, 주민기본대장인구)
이하 4정으로 구성된다.
- 오토후케정(音更町)
- 시호로정(士幌町)
- 가미시호로정(上士幌町)
- 시카오이정(鹿追町)

## 역사
에도 시대의 가토 군역은, 마쓰마에번에 의해 설치된 트카치 장소에 포함되었다. 에도 시대 후기, 가토 군역은 동 에조치에 속하고 있었다. 1799년에 국방을 위해 가토 군역은 천령이 되면서 1869년 가토 군이 두어졌고 홋카이도 도카치국에 속했다.